# Chorin
Chorin là một đô thị ở the huyện Barnim trong Brandenburg in Đức. Đô thị này có diện tích 121,62 km², dân số thời điểm ngày 31 tháng 12 năm 2006 là 2530 người.